# Grand Prix Bruno Beghelli féminin 2019
La 4e édition du Grand Prix Bruno Beghelli féminin a eu lieu le 6 octobre 2019. Elle fait partie du calendrier UCI en catégorie 1.1 et se court le lendemain du Tour d'Émilie, qui se déroule dans la même région. Elle est remportée par l'Italienne Marta Bastianelli.

## Parcours
Le parcours est relativement vallonné avec un succession de côtes sur le circuit.

### Équipes
| Équipes féminines professionnelles (20)- Alé Cipollini - Aromitalia Vaiano - Astana Women's - BePink - Bigla - Bizkaia-Durango - BTC City Ljubljana - Canyon-SRAM Racing - Cogeas-Mettler - Conceria Zabri-Fanini - Eurotarget-Bianchi-Vitasana - FDJ-Nouvelle Aquitaine-Futuroscope - Mitchelton-Scott - Parkhotel Valkenburg-Destil - Servetto-Piumate-Beltrami TSA - Sunweb Women - Top Girls Fassa Bortolo - Trek-Segafredo - Valcar Cylance - WNT-Rotor Pro Cycling Équipes nationales (3)- Espagne - Italie - Norvège Équipe féminines amateur (2)- Born to Win - Vallerbike Équipe régionale et de club- Centre mondial du cyclisme |
| |

## Récit de course
La course se conclut au sprint. Marta Bastianelli s'impose devant Lorena Wiebes et Chiara Consonni.

## Classements

### Classement final
| \| Classement général \| Classement général \| Classement général \| Classement général \| Classement général \| \| Coureuse \| Coureuse \| Pays \| Équipe \| Temps \| \| ------------------ \| ------------------------- \| ------------------ \| --------------------------- \| ------------------ \| \| 1re \| Marta Bastianelli \| Italie \| Virtu Cycling Women \| 1 h 57 min 21 s \| \| 2e \| Lorena Wiebes \| Pays-Bas \| Parkhotel Valkenburg \| + 0 s \| \| 3e \| Chiara Consonni \| Italie \| Valcar Cylance \| + 0 s \| \| 4e \| Susanne Andersen \| Norvège \| Sunweb \| + 0 s \| \| 5e \| Arlenis Sierra \| Cuba \| Astana Women's Team \| + 0 s \| \| 6e \| Ilaria Sanguineti \| Italie \| Valcar Cylance \| + 0 s \| \| 7e \| Sheyla Gutiérrez \| Espagne \| Movistar Team \| + 0 s \| \| 8e \| Letizia Paternoster \| Italie \| Trek-Segafredo \| + 0 s \| \| 9e \| Maria Giulia Confalonieri \| Italie \| Valcar Cylance \| + 0 s \| \| 10e \| Arianna Fidanza \| Italie \| Eurotarget-Bianchi-Vitasana \| + 0 s \| |                           |          |                             |                 |
| |                           |          |                             |                 |
| |                           |          |                             |                 |
| Classement général |                           |          |                             |                 |
| Coureuse | Coureuse                  | Pays     | Équipe                      | Temps           |
| 1re | Marta Bastianelli         | Italie   | Virtu Cycling Women         | 1 h 57 min 21 s |
| 2e | Lorena Wiebes             | Pays-Bas | Parkhotel Valkenburg        | + 0 s           |
| 3e | Chiara Consonni           | Italie   | Valcar Cylance              | + 0 s           |
| 4e | Susanne Andersen          | Norvège  | Sunweb                      | + 0 s           |
| 5e | Arlenis Sierra            | Cuba     | Astana Women's Team         | + 0 s           |
| 6e | Ilaria Sanguineti         | Italie   | Valcar Cylance              | + 0 s           |
| 7e | Sheyla Gutiérrez          | Espagne  | Movistar Team               | + 0 s           |
| 8e | Letizia Paternoster       | Italie   | Trek-Segafredo              | + 0 s           |
| 9e | Maria Giulia Confalonieri | Italie   | Valcar Cylance              | + 0 s           |
| 10e | Arianna Fidanza           | Italie   | Eurotarget-Bianchi-Vitasana | + 0 s           |

## Liste des partantes
Source.

### Barème des points UCI
| Position           | 1er | 2e | 3e | 4e | 5e | 6e | 7e | 8e | 9e | 10e | 11e | 12e | 13e à 15e | 16e à 25e |
| Classement général | 125 | 85 | 70 | 60 | 50 | 40 | 35 | 30 | 25 | 20  | 15  | 10  | 5         | 3         |

### Primes
L'épreuve attribue les primes suivantes :
| Position | 1er   | 2e    | 3e    | 4e    | 5e    | 6e    | 7e    | 8e    | 9e    | 10e  |
| Prix     | 412 € | 358 € | 289 € | 181 € | 162 € | 152 € | 142 € | 127 € | 118 € | 64 € |

Les places de onzième place à vingtième donnent 64 €.